# Olivetti M20

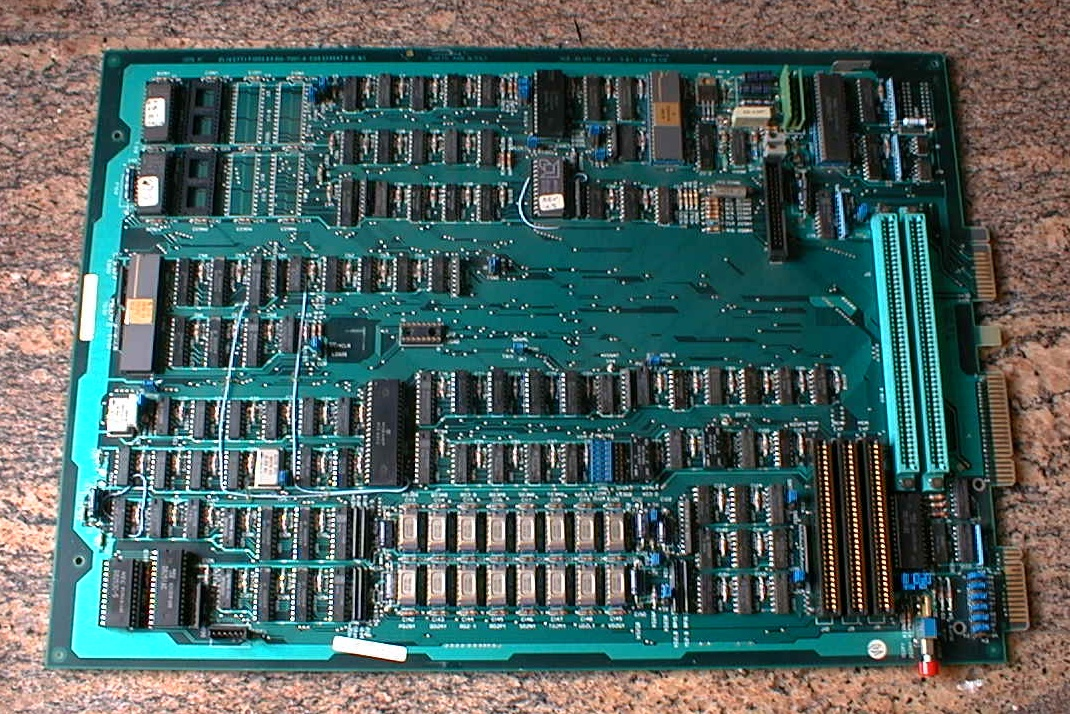
Placa madre

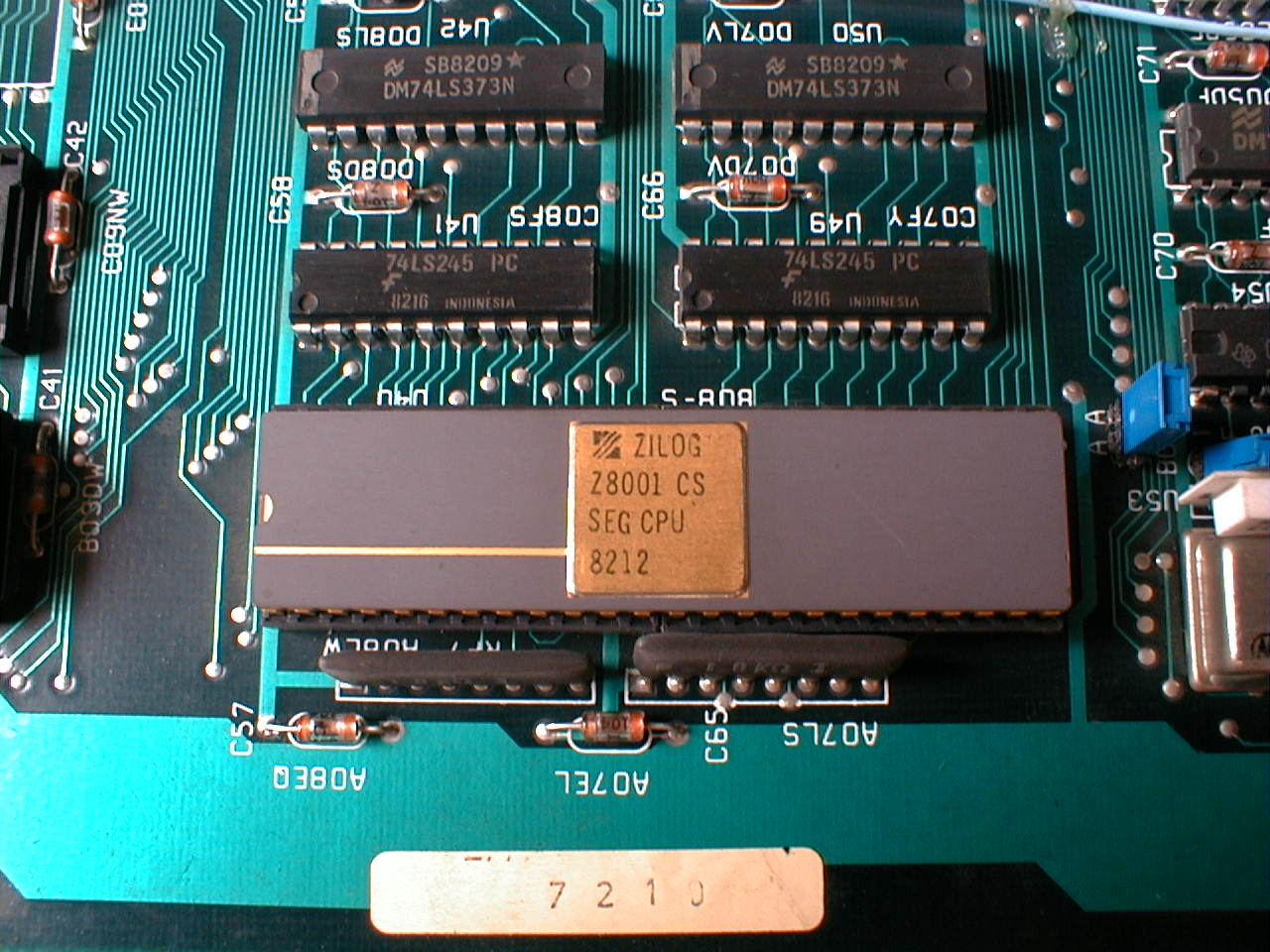
Detalle de la CPU.

Olivetti había establecido en 1972 el Advanced Technology Centre (ATC) en Cupertino (California), como un centro de investigación especializado en nuevas tecnologías y diseño de equipamiento de automatización de oficinas. Durante 10 años el centro diseñó máquinas de escribir, calculadoras, fotocopiadoras, etc. En 1980 se diseñó el primero ordenador Olivetti, y en 1982 el Olivetti M20.
El Olivetti M20 fue presentado públicamente el 31 de marzo de 1982. Se fabricó en la planta de Scarmagno, Italia, donde sustituyó a la línea de fabricación del Olivetti P6066. Se estima que el primer año se vendieron más de 50.000 unidades a un precio inicial de 5.400 dólares (modelo con dos disqueteras).
La revista InfoWorld vio el M20 como una "respuesta al TRS-80 Model 16 de Tandy, el IBM PC y el Apple III "; Olivetti comparó su M20 con el IBM PC, Victor Sirius], Commodore 8000 y el Apple II en su publicidad televisiva.
Aunque inicialmente la computadora fue bien recibida, su uso de un sistema operativo (PCOS propietario de  Olivetti) y CPU (Zilog Z8001) no estándar demostraron ser sus limitaciones más serias. El primer paquete de software importante fue un procesador de textos de SofSys llamado Executive Secretary, seguido más tarde por otro procesador de textos, OliWord , y software empresarial, Olibiz. También estaba Microsoft BASIC 5.2 con soporte completo para las características del hardware.
Para aliviar la falta de aplicaciones, Olivetti vendió un emulador de CP/M por 300 US$ y distribuyó ciertos paquetes de software CP/M (dBase II y SuperCalc) para su computadora.
Olivetti presentó más tarde la "Alternate Processor Board" (APB 1086), basada en una CPU Intel 8086 de 8 MHz para compatibilidad con el software MS-DOS y CP/M-86.
Fue diseñada para competir con el IBM PC en el apartado de oficinas, orientándose a contabilidad, archivo de datos, procesador de textos... Por ello se incluyó en el catálogo de Olivetti software para estos propósitos, como Microsoft Multiplan. No obstante, el venir dotada de interfaces RS-232 e IEEE-488 la hacía también apetecible para las aplicaciones técnicas e industriales.
Pero era incompatible con este, tanto por su sistema operativo, el PCOS, como por su hardware, en el que destacaba una CPU de 16 bits Zilog Z8001. 
Aunque disponía de una tarjeta de expansión (la Alternate Processor Board) que lo dotaba de una CPU Intel 8086 y de una versión de MS-DOS 2.0, el problema persistía. 
En enero de 1984, Olivetti presentó Olivetti M24, uno de los equipos con mayor compatibilidad IBM PC, pero que fue presentada como un "complemento" del Olivetti M20.

## Características
El M20 utiliza una CPU Zilog Z8001 de 4 MHz y 128 KB de RAM, que puede ampliarse hasta 512 KB con tres tarjetas de memoria de 128 KB. La carcasa plástica de la máquina una sola pieza, aunque a primera vista parezca que son unidades separadas (unidad central y teclado), su forma recuerda más a la de los procesadores de textos de la casa. Incorpora un monitor independiente de 12 pulgadas, monocromo o color. La versión italiana es de color marrón, mientras que las de exportación son del color gris presente en casi todos los ordenadores Olivetti. Dispone de dos bahías de altura completa (83 mm (3,27 pulgadas) x 146 mm (5,75 pulgadas) x 203 mm (7,99 pulgadas)) para disqueteras o unidades de disco duro y en la trasera en conectores de borde de tarjeta un puerto serie RS-232 y un puerto paralelo de impresora
El precio anunciado para la configuración básica con una sola disquetera de 320 KB fue de 2.965 US$. La configuración estándar incluye dos disqueteras para disquetes de 5,25 con una capacidad de 320 KB (286 KB una vez formateado). Disqueteras opcionales de 160 KB o 640 KB (compatible con discos de 320 KB) y disco duro en lugar de una de las disqueteras (9.2 MB una vez formateado).
La configuración estándar incluye monitor monocoromo, dos disqueteras de 5,25 y 320 KB (286 KB una vez formateado), PCOS y BASIC con un precio de 6,850 NZ$ en junio de 1983. Opcionalmente disponía de unidades de disquete duales de 640 KB para por 2200 NZ$ adicionales, expansión de memoria de 32 KB por 430 NZ$ e impresora PR 1450 por 2,450 NZ$. El precio total del sistema con disco duro podría alcanzar los 17,000 NZ$. Los paquetes de software Olibiz y OliWord cuestan alrededor de 400 NZ$.
La placa madre tiene dos ranuras de expansión destinadas a la placa controladora del disco duro , la interfaz IEEE-488 adicional, la interfaz serial doble o la tarjeta de red Corvus Omninet. Esta ranura también es utilizada por la tarjeta CPU APB 1086.
M20 proporciona una resolución de pantalla de 512 × 256 en monitor monocromo o en color de 12 pulgadas. Con la memoria ampliada por dos tarjetas de memoria de 32 KB, la computadora puede mostrar 8 colores. Cuando se usa solo una placa de memoria adicional, solo están disponibles 4 colores de la paleta de 8 colores. Todos los gráficos están generados en píxeles (no hay un modo texto específico), los caracteres de texto usan una resolución de 64 caracteres por 16 filas (o 80 caracteres por 25 filas).
El teclado carece de las teclas de borrar, tabulador y retroceso. Su función puede asignarse en las teclas especiales S1 o S2 mediante la utilidad del sistema "Change Key". En lugar de las teclas de función estándar, las funciones especiales definidas por el usuario se invocan pulsando la tecla "Command" de color naranja o la tecla "Control" de color azul claro junto con otra tecla (crea 24 teclas de función definidas por el usuario). El teclado numérico sirve también como controles de cursor.

## PCOS
El PCOS, siglas de Professional Computer Operating System) es un sistema operativo monousuario y monotarea propietario del M20. 
PCOS requiere una parte significativa de la memoria principal. El sistema operativo con el intérprete BASIC  ocupa 64 KB de RAM, otros 16 KB están reservados para la salida de pantalla y el usuario solo tiene alrededor de 40 KB de RAM en la máquina sin ampliar. Version 2.0 soporta asignación dinámica de memoria  aliviando las limitaciones de segmentación de memoria de la CPU Z8000.
PCOS puede proteger mediante contraseñas volúmenes (discos), archivos individuales y programas BASIC (contra listado / edición / copia). La configuración del sistema operativo estándar incluye el intérprete BASIC (Ensamblador y PASCAL) son opcionales.
Su diseño era muy particular, no permitiendo el intercambio de archivos con otros sistemas operativos. Más adelante se adaptaron los sistemas operativos MS-DOS 2.0, CP/M-86 y CP/M-80 para funcionar en el hardware del M20 (en los dos primeros, con la Alternate Processor Board presente).

## Características técnicas
- CPU: Zilog Z8001 a 4 MHz
- ROM: 64 KB en 4 chips de 16 KB.
- RAM : 128 Kilobytes ampliables a 512 KB mediante 3 tarjetas en slots específicos
- Sistema operativo : PCOS, CP/M8000, MS-DOS (con la tarjeta APB 8086)
- Carcasa : en plástico gris(exportación) o marrón (Italia) de 425 mm (16,73 pulgadas) x 514 mm (20,24 pulgadas) x 150 mm (5,91 pulgadas) y un peso de 10 500 g (370,38 onzas) sin contar con el monitor. Contra lo que parece a primera vista se trata de un todo en uno, con el teclado integrado en la unidad central y una forma parecida a las máquinas de escribir eléctricas y procesadores de texto de la casa. En el frontal hay dos bahías de 5,25 y altura completa para las disqueteras y el disco duro. Están situadas en un plano inclinado sostenido por el blindaje de aluminio interno. La fuente de alimentación integrada viene con un interruptor externo y se sitúa en el lateral izquierdo, que monopoliza (excepto la zona del teclado). De ella sale un cable para la toma mural, otro para el ventilador de la parte trasera, otro a la placa madre y tres para las unidades de disquete. En el lateral derecho se sitúa el pulsador de RESET. En la trasera, ventilador protegido por una rejilla en plano inclinado, tres conectores de borde de tarjeta (paralelo, serie y monitor) y tres muescas para posibles conectores adicionales. El teclado se sitúa sobre el primer tercio de la placa madre.
- Teclado : 72 teclas en formato QWERTY divididas en 56 alfanuméricas + 16 keypad numérico, en color marrón / gris a juego con la carcasa, excepto CONTROL (en rojo) y CAPSLOCK (en verde).
- Pantalla: el monitor dedicado de 12 pulgadas podía ser monocromo (blanco/negro o verde/ámbar) o color (4 u 8 colores con una ampliación de memoria). Los modos eran :
  - Texto a 80 x 25 caracteres
  - Texto a 64 x 16 caracteres
  - Gráficos de 512x256 píxel en 4 colores
- Sonido : zumbador interno
- Soporte : 
  - Una o dos unidades de disquete de 5,25 (capacidad 160kB-320kB-640kB)
  - Unidad de disco duro de 11,5 MB
- Entrada/Salida :
  - Puerto serie RS-232 sobre borde de tarjeta
  - Puerto paralelo de impresora Centronics sobre borde de tarjeta
  - Conector de monitor sobre borde de tarjeta
  - Interfaz IEEE 488 opcional
  - Dos ranuras de expansión propietarias de ampliación internos
  - Tres ranuras propietarias de ampliación de memoria.
- Sistema operativo: de serie viene con PCOS
- Placa madre: la placa principal está situada sobre el fondo de la carcasa. La controladora de disco duro se sitúa en uno de los slots de ampliación, y desde allí va un cable plano a la controladora principal situada por debajo de las unidades, unida al blindaje de aluminio.

## Variantes
Olivetti comercializó dos variantes principales, los BC orientados a las aplicaciones de gestión, y los ST para ambientes técnicos y científicos (con la interfaz IEEE 488 y el segundo RS-232). En ambos casos teníamos las siguientes variantes de discos :
- DSHD dos unidades de disquete de 5,25 y 640 Kilobytes
- DSDD dos unidades de disquete de 5,25 y 320 Kilobytes
- SSDD dos unidades de disquete de 5,25 y 160 Kilobytes
- Modelos con disco duro de 5,25 y 11,25 Megabytes.

## Ampliaciones
- Alternate Processor Board : le dota de una CPU Intel 8086 a 4 MHz
- Ampliaciones de memoria : tarjetas de 32 o 128 Kbyte (32 o 128 KiB)